# IC 4400
IC 4400 је четворострука звијезда у сазвјежђу Кентаур која се налази на листи објеката дубоког неба у Индекс каталогу.
Деклинација објекта је - 60° 34' 9" а ректасцензија 14h 22m 14,0s.